# Misgolas echo
Misgolas echo är en spindelart som beskrevs av Raven och Wishart 2006. Misgolas echo ingår i släktet Misgolas och familjen Idiopidae. Inga underarter finns listade i Catalogue of Life.